# Olivier Calmel
Pour les articles homonymes, voir Calmel.
Olivier Calmel, né le 10 juin 1974 à Paris, est un compositeur et pianiste français, son œuvre mêlant musique contemporaine et jazz.

## Biographie
Compositeur, orchestrateur et pianiste, d’une famille de musiciens, Olivier Calmel commence l'étude du piano très jeune et se consacre dès lors à la composition. Après des études de hautbois et de formation musicale à Paris, il obtient son prix d’écriture (harmonie, contrepoint et fugue) dans la classe de Dominique Rossi, et son prix d'orchestration dans la classe de Guillaume Connesson. Passionné par l’improvisation, il étudie le sujet avec Bojan Zulfikarpašić et Nico Morelli. Il revendique des influences aussi diverses que Bach, Ravel, Debussy, Saint-Saëns, Messiaen, Bartok, Stravinsky, son père Roger Calmel, Krzysztof Penderecki, Steve Reich, Johan Adams ou encore Bernard Herrmann et John Williams,.
Des commandes pour solistes, ensembles et orchestres sont à l'origine de la plupart de ses œuvres, notamment pour l' Orchestre philharmonique de Radio France, l'Orchestre national d'Île-de-France, l'Opéra de Massy, l'Orchestre symphonique de Bretagne, le Festival de violoncelle de Beauvais, l'Orchestre de la Garde républicaine, ArteCombo, la Maîtrise de Radio France, Les violons de France, les solistes de l’Orchestre de la Suisse romande, Paris Brassband, le Chœur régional Vittoria d'Île-de-France, le COGE, la Musique des gardiens de la paix, les Clés d’Euphonia, l'OHRC, l'ensemble Links, l'Orchestre Sortilège, l'Harmonie Saint-Pierre d'Amiens, le Paris Scoring, le quatuor Sinequanon, le Star Pop Orchestra, SpiriTango, Filipendule, l'Orchestre de Levallois, Brassage, l'Ensemble Nouvelles Portées, l'Orchestre d'Harmonie Français, le Quatuor Anches hantées, l'Orchestre d'harmonie de Pantin, l'Orchestre symphonique du Festival d'Arly, et bien d'autres… Ses œuvres concertantes sont mises à l'honneur avec la publication de RITES qui dévoile quatre groupes de solistes et quatre orchestres parmi lesquels Les Siècles.
Ses œuvres sont notamment interprétées au théâtre du Châtelet, salle Pleyel, Philharmonie de Paris, Auditorium de Radio France, Opéra de Massy, Le Grand Rex, Studio 104, Cité de la musique, Théâtre de la Ville, Le Grand T, festival de violoncelle de Beauvais, Opéra de Rennes, Théâtre du Beauvaisis, Maladrerie Saint-Lazare de Beauvais, Théâtre de Fontainebleau, Kursaal de Dunkerque, Mégacité d'Amiens, Théâtre d'Arras, Carrousel du Louvre, Maison des arts et de la culture de Créteil, Espace Sorano, Théâtre de Ménilmontant, Église Saint-Marcel de Paris, Salle Ravel, Cirque Jules-Verne,Théâtre d'Orléans, Grand Théâtre de Tours, Halle aux Grains, Mac Nab, Théâtre de Chartres, etc. ainsi qu’à New York (Symphony Space), Ohio, Kentucky, Pittsburg (Heinz Hall), Londres, Gand, Libsonne, Genève, Lausanne, Annemasse, Innsbruck, Théâtre national croate (Zagreb), Dnipro (Academic Opera and Ballet Theater), Pékin, Pingtung, Tokyo, Osaka, Nagoya.
Passionné depuis longtemps par la musique de film, il compose la musique de nombreux documentaires, courts métrages et moyens métrages, films d'animation et institutionnels , ainsi que des musiques de jeux vidéo. Il fait partie de l’Association française pour l’essor des ensembles à vent. Professeur d'orchestration au Conservatoire Paul Dukas à Paris, il est régulièrement invité à donner des master-classes et des conférences.
En tant que pianiste il se produit dans de nombreux lieux de diffusion, salles et festivals. Il présente notamment le Olivier Calmel Quartet qui joue l'originalité avec un répertoire de compositions et l’utilisation primordiale du violon alto, et avec lequel il remporte un prix de composition au Concours National de Jazz de la Défense, le premier prix du tremplin professionnel du festival Jazz à Vannes, le premier prix du festival d'Avon. Cette formation enregistre les disques Mafate et Empreintes pour le label Musicaguild / Abeille Musique salués par la critique, encouragés par Didier Lockwood et soutenus par la SACEM, le FCM, l’Adami et la SCPP. Fidèle à une esthétique déjà amorcée dans ses précédents opus, Olivier Calmel présente son nouveau projet Electro Couac Sha-Docks sur le label Yes or No Prod, ainsi que le projet de théâtre musical Cinematics et le jazz de chambre Double Celli  dont les albums Immatériel et Métamorphoses parus chez Klarthe / Harmonia Mundi / Pias. remportent un très vif succès (nombreux concerts, Choc Classica, Elu Citizenjazz, Oui Culture jazz, etc.)
Olivier Calmel se produit notamment dans les lieux suivants : théâtre du Châtelet, Enghien Jazz Festival, Jazz à Vannes, Jazz à Arras, Festival Nuits et jours de Querbes, Festival Musiques au Présent, Jazz à Montmartre, Jazz en Nord, MusicaJazz, Festival Klasik, Jazz au Confluent, Festival des Soirs d'été, Festival Jazz à Chamblon, Le Grand Rex, Café de la Danse, Le Duc des Lombards, Sunset-Sunside, Studio de l’Ermitage, Entrepôt, Cithéa, Le Triton, Théâtre de la Ville (Théâtre des Abbesses), Petit Journal Montparnasse, Musicora, etc.
Il est amené à collaborer avec de nombreux artistes, tels que Michel Portal, Xavier Phillips, Vincent Peirani, Frédéric Moreau, ... et des directeurs musicaux : Laëtitia Trouvé, Béatrice Warcollier, Marie-Noëlle Maerten, Aurélien Azan Zielinski, Julien Leroy, Vincent Renaud, Sébastien Billard, Nicolas Simon, Mathias Charton, Gildas Harnois, Marc Hajjar, Constantin Rouits, Laurent Langard, Hervé Winckels, Florent Didier, Victor Jacob, Dylan Corlay, Laurent Arandel, Louis Théveniau, Benjamin Garzia, …
Olivier Calmel est publié aux éditions Artchipel, Klarthe, La Fabrik'à Notes, Éditions Delatour et éditions musicales Robert Martin, et distribué par Green United Music, Cezame Music Agency et Universal. Son catalogue  comporte de nombreux ouvrages d’orchestre et de musique de chambre, des œuvres vocales, du jazz, des musiques de films et des pièces pédagogiques. Il partage ses activités entre la composition et l’orchestration de musiques pour des films, des commandes pour des ensembles contemporains et le jazz. Olivier Calmel est Chevalier de l’Ordre des Arts et des Lettres.

## Œuvres
Catalogue officiel : www.oliviercalmel.com/catalogue

### Musique concertante
- Re-Joy (2024) Double concerto pour trompette, euphonium et orchestre, commande des Ondes Plurielles
- Facéties et pantalonnades du lutin Sotré (2023) Concerto pour hautbois et orchestre
- Rhapsodie Fantasmagorique sur Docteur Jekyll et Mr Hyde (2022) Double concerto pour saxophone alto, piano et orchestre à cordes, commande du duo Lagarde Portejoie et de l'Orchestre de la Garde Républicaine
- Call of Cthulhu (2018) Concerto Fantastique pour quatuor de cors et orchestre, commande de A Tours de Cors et ville d'Orléans
- Radiance (2016) Concerto pour euphonium et orchestre, commande du Paris Brass Band
- Manhattan Skyline (2015) Concerto pour saxophone alto et orchestre, commande de Michel Supéra et l’orchestre Semper Fidelis
- Material Songs (2015) Concerto grosso pour quatuor de flûtes et orchestre, aides à l'écriture d’œuvres musicales originales (commande d'Etat) du Ministère de la Culture
- Souffles et Matières (2014) , Concerto pour quintette à vent et orchestre, commande de l'orchestre de Levallois
- Rite Of Peace (2013) Symphonie Concertante pour violoncelle et orchestre, commande de l'Orchestre de la Philharmonie du COGE[22]

### Musique pour orchestre
- Memento Vivo (2024) pour orchestre, commande de la Musique de la Police Nationale
- Xenophonia (2022) Suite symphonique en trois mouvements d’Orient, commande de l'orchestre de Forbach
- Depuis l’Aube… (2021) Suite de danses pour orchestre, commande de l'OHRC
- Les Enfants du Soleil (2019) pour orchestre, commande de La Cité de la Musique-Philharmonie de Paris
- Llanganatis (2019) Danzónes pour orchestre, commande de La Fraternelle
- Les mondes de Lovecraft (2018), Suite Fantastique pour orchestre, commande de l'orchestre Sortilège [23]
- Katoomba Overture (2015) Ouverture pour orchestre, commande de l'Orchestre symphonique de Mâcon, commande du Paris Brass Band [24]
- Reflets d'Enfance - Le Petit Livre des Premières Fois (2015), Poème symphonique, commande du FestiVal d'Arly [25]
- L’Art des Thanatier (2014) Suite pour orchestre symphonique, Orchestre National de Bretagne [26]
- Eau Vive (2010), Symphonie, œuvre imposée pour les Orchestres d'Harmonie aux Concours nationaux CMF en Division Honneur

### Opéra
- Râmâyana (2022), opéra en un acte et cinq tableaux sur un livret de Damien Lecamp, d’après l’œuvre éponyme du VIe siècle, commande de l’orchestre de l’Opéra de Massy[27]

#### Musique pour chœur et orchestre
- Ecce Paris, Ecce Homo (2022) Cantate pour chœur d'enfants et orchestre symphonique, commande de Orchestre national d'Île-de-France
- Bestiaire Fantastique (2019) pour chœur d'enfants et orchestre, commande de Radio France [28]
- Le Colosse de Mahdia (2017) Cantate pour baryton solo, choeur mixte et orchestre, commande du Choeur Régional Vittoria d'Ile de France [29]
- Ecce Paris, Ecce Homo (2017) Cantate pour chœur d'enfants et orchestre, commande de Radio France et du Paris Brass Band

#### Musique pour chœur et instruments
- Les Voix de la Liberté (2019) pour chœur à trois voix égales et piano, commande de la Maîtrise de Seine-Maritime et du Festival International de Chorales
- El Silencio & El Nino Mudo (2011) sur des textes de Federico García Lorca, commande du trio les Achromates
- Poème de la fin & 12 décembre 1923 (2010) sur des textes de Marina Ivanovna Tsvetaïeva, commande du trio les Achromates

#### Musique pour chœur a cappella
- Un seul et même cœur (2014) pour choeur mixte à quatre voix, sur un texte de Maurice Bouchor, commande du projet Sol-Grundtvig

### Musique instrumentale et musique de chambre
- Souffles de nature (2025), pour ténor, piano et quintette à vent, commande du festival Les Musicales de la Sélune
- Sequentia (2025), séquences pour quintette à vent, commande du Festival Pablo Casals de Prades
- Le tambour de Romain (2025) pour quatuor à cordes, commande du Festival Terres Vibrantes
- Ce que disent les bêtes - Equal no more (2025) pour quatuor de violoncelles, commande de Radio France [30]
- Shaman (2024) pour alto et percussion, commande de l’Ensemble Calliopée et du Musée de l’Homme
- Mystic Archipel (2023) suite pour violoncelles seuls, commande du Festival de Violoncelle de Beauvais [31]
- La légende de Kaguya-Hime  (2023) scènes de la vie d’une lumineuse princesse,  pour clarinette sib et koto [32]
- If (2022) pour violon seul [33]
- Gravity Ripples (2022) pour saxophone alto, harmonica de verre et harpe, commande du Festival Harpe en Avesnois [34]
- A Thing Of Beauty (2020) sonate pour clarinette, cor  en fa et piano, commande du trio Call of Beauty
- Suite Métamorphique (2019) pour violon, accordéon, piano et contrebasse, commande du SpiriTango Quartet [35]
- Joy Forever (2019) pour cor et piano, commande de La International Horn Society[36]
- Morphing (2018) pour ensemble de bandonéons, violon, piano et trombone, commande du Grand Avignon
- Odyssée (2017) suite pour violon et orchestre à cordes, commande des Violons de France
- Manhattan Sonate (2016) sonate pour saxophone alto et piano [37]
- Three Views Of A Duet (2015) duo d’anche, commande de Saxiana [38]
- Opus 23 - Music for a Gene (2014) pour quatuor à cordes, commande de l'Institut Suisse de Bioinformatique financée par la Fondation Cogito [39]
- Suite et Liesse (2014) pour violoncelle et quatuor de saxophones, commande du Festival de Violoncelle de Beauvais
- Caravane Gazelle (2010) Conte pour récitant et quintette à vent, commande de Artecombo[40]
- Zephyr (2009) Conte musical de Olivier Cohen, création au Théâtre du Châtelet

### Musique pédagogique
- Les Animaux Fantastiques (2022) dix séquences pour ensemble de bois, commande du Conservatoire de La Roche-sur-Yon Agglomération
- La Théorie du Voyage (2018) pour clarinette et piano, commande du concours d’interprétation musicale de Vélizy-Villacoublay
- Les jeux de Thomas (2011) cinq pièces faciles pour piano
- Medley of jazz compositions (2010) recueil de compositions jazz contemporaines pour piano

## Discographie
- 2025 : Les Improbables Olivier Calmel -  Evidence_Classics / PIAS_Group - Annelise Clément (clarinette), Fumie Hihara (koto), Anne Le Pape (violon), Marion Chiron (accordéon), Laurent Durupt (piano), Benoît Levesque (contrebasse),  Anne Gastinel, Xavier Phillips et Patrick Langot (violoncelles), Pauline Haas (harpe), Thomas Bloch (harmonica de verre), Florian Le Bleis (cor), Arnaud Pieniezny (violon), Michel Supéra, Nicolas Prost et Baptiste Herbin (saxophones)
- 2022 : Rites Olivier Calmel -  Klarthe Records / Believe Digital - Xavier Phillips (violoncelle), Les Siècles, Aurélien Azan Zielinski (direction) / Frédérique Lagarde (pian), Philippe Portejoie (saxophone alto), Orchestre de la Garde républicaine, Sébastien Billard (direction)/ Florian Lebleis (cor), Arnaud Delepine (cor), Stéphane Peter (cor), David Harnois (cor), Musique des gardiens de la paix, Gildas Harnois (direction) / Artecombo, Scoring orchesrtra, Aurélien Azan Zielinski (direction)[41].
- 2022 : Border Jazz Chris Potter / James Carter / Olivier Calmel / Ibrahim Maalouf  -  La Fabrica'son label -  Nicolas Prost (saxophone), Sébastien Paindestre (piano), Anne Lecapelain, Chloé Caillton, Gwendeline Lumaret, Timothy McAllister, Stéphane Colin, Hirokazu Ishida, Christophe Panzani, Nicolas Chelly, Florian Bellecourt, Dave Schroeder, Marc Buronfosse, Bruno Schorp, Stéphane Chandelier, Frédéric Delestré, Hidéhiko Kan
- 2021 : Métamorphoses Double Celli - Klarthe Records / PIAS Group - Olivier Calmel (piano), Johan Renard (v), Frédéric Eymard (vla), Xavier Phillips (vlc), Clément Petit (vlc), Antoine Banville (perc)[42].
- 2021 : Call of Beauty Nicolas Bacri / Karol Beffa / Olivier Calmel / Jean-Jacques Charles / Johan Farjot   -  Klarthe Records / Believe Digital - Julien Chabod (clarinette), Pierre Rémondière (cor), Julien Gernay (piano).
- 2019 : Les Maîtres Sorciers Musique des gardiens de la paix / Olivier Calmel / Maxime Aulio / Karol Beffa  - Hafabra - Florian Lebleis (cor), Arnaud Delepine (cor), Stéphane Peter (cor), David Harnois (cor), Musique des Gardiens de la Paix, Gildas Harnois (direction).
- 2019 : Radiance Musique de l’Air de Lisbonne / Olivier Calmel /  Roland Szentpali / Jean-Jacques Charles / Giancarlo Castro D'addona  - Believe Digital - Bastien Baumet (eup), Musique de l’Air de Lisbonne, Antônio Rosado (direction).
- 2017 : Immatériel Double Celli - Klarthe Records / Harmonia Mundi - Olivier Calmel (piano), Johan Renard (v), Frédéric Eymard (vla), Xavier Phillips (vlc), Clément Petit (vlc), Antoine Banville (perc).
- 2017 : Hypercube Paris Brass Band / Oliver Waespi / Olivier Calmel / Thierry_Deleruyelle  - Paris Brass Band, Florent Didier (direction).
- 2016 : Opus 23 - Music for a Genel Quatuor Ramsès & Olivier Calmel - Swiss Institute of Bioinformatics - Abdel Hamid El Shwekh (v), Sidonie Bougamont (v), Galina Favereau (vla), Alain Doury (vlc).
- 2016 : Horizons Concertants Musique des gardiens de la paix / Laurent Petitgirard / Olivier Calmel / Martin Ellerby  - Saxthena / Believe Digital - Michel Supéra (sa), Musique des Gardiens de la Paix, Gildas Harnois (direction).
- 2015 : Contes Russes Pierre Arditi & Olivier Calmel - Frémeaux & Associés - Pierre Arditi (voc), Olivier Calmel (piano), Vincent Peirani (acc), Johan Renard (v), Clément Petit (vlc), Frédérique Soule (perc).
- 2012 : Créations Brassage Brass Band - Brassage Musique / Hybrid'Music - Brassage Brass Band (orchestre), Mathias Charton (direction).
- 2012 : Les notes bleues Cinematics  - Yes Or No Prod - Philippe Canales (voc), Tam de Villiers (gt), Baptiste Germser (cor), Karsten Hochapfel (cello), Luc Isenmann (d), Olivier Calmel (p, fender, programmation).
- 2010 : Caravane Gazelle Artecombo - Hybrid'Music - Julie Martigny (voc), Mayu Sato (fl), Annelise Clément (cl), Baptiste Gibier (ht), Cyril Normand (cor), Frank Sibold (bs).
- 2010 : Idealz Why Cie - Believe Digital - Yann Clery (fl), Alexandra Grimal (ss), Remy Voide (d), Martin Guimbellot (b), Olivier Calmel (p, fender).
- 2009 : Sha-Docks Electrocouac - Yes Or No Prod / Believe Digital - Christophe Panzani (ss, ts), Frédéric Eymard (vla), Frédéric Delestré (d), Bruno Schorp (b), Olivier Calmel (p, fender).
- 2008 : Perspectives, Believe Digital
- 2007 : Empreintes Olivier Calmel Quartet - Musicaguild / Abeille Musique - Frédéric Eymard (vla), Karl Jannuska (d), Bruno Schorp (b, eb), Jean Wellers (contrebasse 5 cordes), Christophe Panzani (ss, ts), Vincent Peirani (acc), Rémi Merlet (perc), Alvaro Martinez (palmas), Olivier Calmel (piano préparé ou non).
- 2007 : Samarcande Karaba Quintet - Yann Cléry (fl, voc), Julien Couvrechef (ts), Olivier Calmel (p), Simon Charnaud (b), Ville Pynssi (d).
- 2006 : Mafate Olivier Calmel Quartet - Musicaguild / Abeille Musique - Frédéric Eymard (vla), Karl Jannuska (d), Bruno Schorp (b), Jean Wellers (contrebasse 5 cordes), Fabrice Dupé (d), Mamour Seck (perc), Luiz De Aquino (g), Olivier Calmel (p).
- 2006 : Electric Blue Maido Project - Believe Digital - Victoria Rummler (voc), Olivier Calmel (Rhodes keyboards, piano et programmation), Pierre Baillot (programmation et autres instruments), Rémi Merlet (perc)
- 2006 : Safran Maido Project - Believe Digital - Victoria Rummler (voc), Olivier Calmel (Rhodes Keyboards, piano et programmation), Pierre Baillot (programmation et autres instruments), Rémi Merlet (perc)
- 2002 : Seth - No Chaser Records/Musicast - Thérèse Henry (eb), Vincent Linden (tp, bugle), Guillaume Rossier (as), Frédéric Eymard (v), Alexis Hache (eg), Matthieu Borgne (d), Olivier Calmel (p).
- 2001 : L'incroyable voyage du Docteur Maboul Olivier Calmel Quartet - No Chaser Records/Musicast - Frédéric Eymard (v), Emiliano Turi (d), Stéphane Benveniste (b), Olivier Calmel (p).

## Distinctions
- 2020 : Grand Prix SACEM de la musique classique contemporaine (jeune compositeur)
- 2017 : Grand Prix International du Disque de l’Académie Charles Cros  pour les Contes Russes (Pierre Arditi & Olivier Calmel)
- 2015 : Grand Prix Meilleure partition originale au Festival International de Musique de Film de Samobor pour l’Art des Thanatier
- 2015 : Coup de Cœur de l’Académie Charles Cros pour les Contes Russes (Pierre Arditi & Olivier Calmel)
- 2013 : Jerry Goldsmith Awards pour la musique originale orchestrale de l’Art des Thanatier
- 2012 : Prix du Jeu Vidéo 2012 du Ministère de la Culture avec JAZZ : Trump's Journey
- 2008 : Prix de composition au Concours national de jazz de la Défense avec Olivier Calmel Quintet
- 2008 : Lauréat de L’Aide à la Création de musique originale attribuée par la MFC et la SACEM
- 2008 : Premier Prix du tremplin professionnel de Jazz à Vannes avec Olivier Calmel Quintet
- 2008 : Gagnant du concours 100% Music Songwriting Contest Edition
- 2007 : Lauréat Musique Emergence, 9e session de l'université d'été internationale du cinéma
- 2006 : Prix de composition au concours de musiques de film Musiques en courts
- 2006 : Lauréat des ateliers Musique et Cinéma au festival Premiers plans d'Angers
- 2005 : Prix Sacem pour le disque Mafate
- 2005 : Jeune talent SACEM au festival de la Fiction
- 2004 : Lauréat du Festival d'Avon avec Olivier Calmel Quartet
- 2002 : Prix de Soliste et finaliste de Jazz à Montmartre avec Seth

## Autres activités
- 2017-2020 : Compositeur associé au projet Démos Philharmonie de Paris
- 2019 : Compositeur en résidence au Festival International de Chorales - Yvetot
- 20xx : Aide à l'écriture d'œuvres musicales nouvelles originales (Commande d'état)
- 2015-2017 : Compositeur en résidence auprès du Paris Brassband
- 2014 : Compositeur en résidence au Festival de Beauvais
- 20xx : Président de Jury Concours Nationaux CMF
- 2010 : Bourse à l’écriture Beaumarchais SACD pour l’Art des Thanatier
- 2006 : Jury pour la musique au Festival Silhouette à Paris
- 2005 : Jury du Prix de la création musicale et ateliers musique et cinéma au festival Premiers plans d'Angers

## Décorations
- Chevalier de l'ordre des Arts et des Lettres. Il est promu au grade de chevalier par l’arrêté du 27 mai 2021[43]